# Fricis Roziņš
Fricis Roziņš (ur. 1870, zm. 1919) – łotewski komunista, działacz łotewskiego i rosyjskiego ruchu rewolucyjnego.

## Życiorys
W latach 90. XIX wieku związał się z ruchem socjaldemokratycznym, wstąpił do Łotewskiej Socjaldemokratycznej Partii Demokratycznej, a w 1906 do SDPRR. W 1907 został członkiem KC SDPRR, 1908 został skazany na katorgę, skąd w 1913 zbiegł za granicę. W czerwcu 1917 został przewodniczącym Komitetu Wykonawczego Łotewskiej Rady Krajowej. 
W grudniu 1917 r. został wybrany na przewodniczącego Iskołatu - bolszewickiego rządu de facto kontrolującego północno-wschodnią Łotwę. 24 grudnia 1917 r. ogłosił niepodległość radzieckiej Łotwy (Republika Iskołatu). Iskołat przetrwał do lutego 1918 r., gdy Niemcy w nowej ofensywie - po zerwaniu rokowań pokojowych w Brześciu - zajęli całość ziem łotewskich.  
W 1918 był zastępcą ludowego komisarza ds. narodowości RFSRR, od 4 grudnia 1918 do 1919 r. komisarzem rolnictwa nowo proklamowanej Łotewskiej Socjalistycznej Republiki Radzieckiej. 